# Ėl'mira Abdrazakova
Ėl'mira Rafailovna Abdrazakova (in russo Эльмира Рафаиловна Абдразакова?; Distretto di Železin, 7 ottobre 1994) è una modella kazaka naturalizzata russa, eletta Miss Russia 2013 l'8 marzo 2013 presso il Barvikha Luxury Village Mosca, dove la modella è stata incoronata dalla reginetta uscente Elizaveta Golovanova.
La Abdrazakova ha vinto un premio in denaro pari a 100.000 dollari e la possibilità di rappresentare la Russia sia a Miss Universo 2013 che a Miss Mondo 2013.